# Sepsidoscinis maculipennis
Sepsidoscinis maculipennis är en tvåvingeart som beskrevs av Friedrich Georg Hendel 1914. Sepsidoscinis maculipennis ingår i släktet Sepsidoscinis och familjen fritflugor. Inga underarter finns listade i Catalogue of Life.